# Sektion Turner-Alpen-Kränzchen des Deutschen Alpenvereins
Die Sektion Turner-Alpen-Kränzchen des Deutschen Alpenvereins e. V., auch genannt das Kranzl, ist eine Sektion des Deutschen Alpenvereins (DAV). Die am 19. Januar 1872 gegründete, in München ansässige Sektion ist mit (Stand: 31. Dezember 2024) 2.555 Mitgliedern eine Sektion des Deutschen Alpenvereins mittlerer Größe.

## Entstehung der Sektion, Herkunft des Namens
Acht Turner des 1860 gegründeten Turnverein München von 1860 taten sich um das Jahr 1872 zusammen. Mit einem exklusiven Alpenclub Turner-Alpen-Kränzchen wollten sie ihre Bergbegeisterung künftig nicht mehr nur in Sälen, auf Leitern und Geräten, beim Bodenturnen oder Platzlaufen, sondern vor allem in der Natur, in den Bergen pflegen. Elf weitere Bergbegeisterte schlossen sich an diesem Tag noch an und 40 Jahre später waren es schon mehr als 150 Mitglieder, die 1912 beschlossen, sich als Sektion dem Deutschen und Österreichischen Alpenverein anzugliedern. Dieser war 1873 aus dem Zusammenschluss des 1862 gegründeten Österreichischen und 1869 gegründeten Deutschen Alpenvereins hervorgegangen.

## Mitglieder
Mit etwa 2.200 Mitgliedern hat die Sektion unter den vielen Münchner Sektionen einen festen Platz. Über die Stellung seiner Mitglieder schreibt die Sektion auf seiner Website: „Wir bilden uns etwas darauf ein, dass im Gegensatz zu den großen und anonymen ‚Mitgliedersektionen‘ das Mitglied bei uns keine Nummer ist, sondern als ‚Kranzlerin‘ und ‚Kranzler‘ einen Namen, oft auch nur einen Vornamen hat.“

## Touren und Ausbildungsprogramm
Das Tourenprogramm bietet Abwechslung für das ganze Jahr mit Bergwandern und Bergsteigen, Alpin-, Sport- und Eisklettern, Rad- und Mountainbiken, Ski- und Schneeschuhtouren. Diese geführten Touren sind kostenlos im Gegensatz insbesondere zu den großen Münchner Sektionen. Hier findet jeder Anschluss und Aktivität, in jeder Richtung und Schwierigkeit. Den Mitgliedern wird außerdem ein hochwertiges Ausbildungsprogramm mit nur geringen Kursgebühren geboten: Fels- und Eiskurse, Orientierungskurse, Sport- und Eiskletterkurse, Skitouren- und Schneeschuhwanderkurse, Lawinenverschüttetenkurse und alpine Skikurse der TAK-Skischule.

## Hütten der Sektion

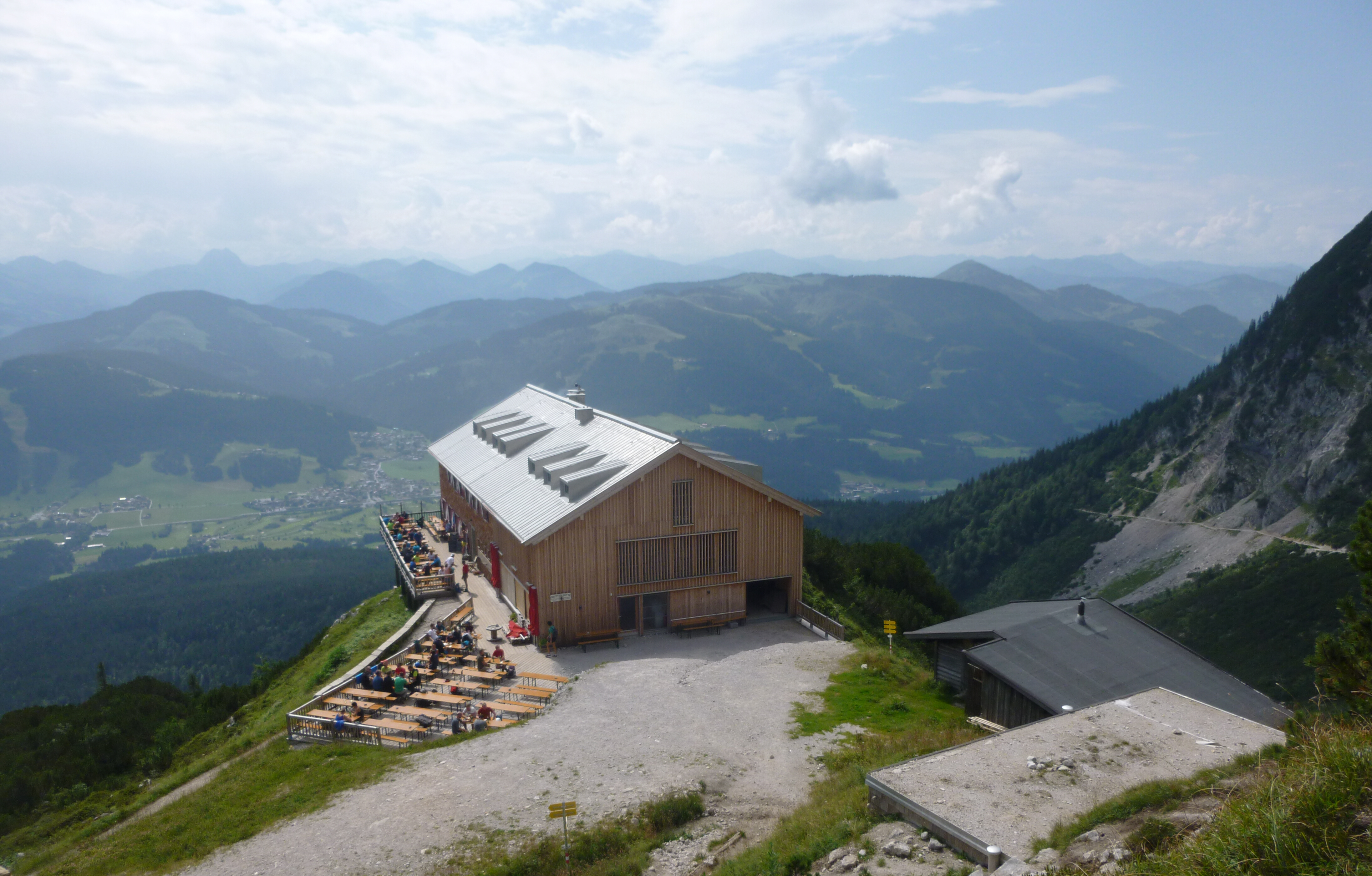
Gruttenhütte

Die Sektion betreibt zwei bewirtschaftete sowie zwei unbewirtschaftete Schutzhütten.
- Gruttenhütte, 1620 m (Kaisergebirge)
- Rotwandhaus, 1737 m (Bayerische Voralpen)

Dazu kommen die beiden Pachthütten als Selbstversorgerhütten, für das ganze Jahr die Plenkalm auf dem Rauschberg über Ruhpolding und für den Winter die Hintere Scharnitzalm auf der Südseite der Benediktenwand, und die Biwakhütte Babenstuberhütte etwas unterhalb des Gipfels der Ellmauer Halt.

## Sektionsvorsitzende
Eine chronologische Übersicht über alle Präsidenten der Sektion seit Gründung.
| Amtszeit  | Präsident              |
| --------- | ---------------------- |
| 1872–1897 | Josef Böcklein         |
| 1898–1911 | Ernst Mennet           |
| 1911–1916 | Georg Blab             |
| 1917–1925 | Josef Bruckmayer       |
| 1926–1930 | Michael Rost           |
| 1931      | Karl Hennies           |
| 1932–1935 | Heinrich Pammersberger |
| 1935–1945 | Josef Gum              |
| 1945–1946 | ― 1                    |
| 1946–1951 | Michael Rost           |
| 1952–1955 | Max Bayer              |

| Amtszeit  | Präsident           |
| --------- | ------------------- |
| 1956–1960 | Ottmar Schmid       |
| 1961–1972 | Fritz Clement Zahm  |
| 1973–1978 | Klaus Braunwarth    |
| 1979–1981 | Thomas Niedernhuber |
| 1982–1987 | Bernd Rost          |
| 1988–1998 | Fritz Schlerka      |
| 1999–2013 | Wolfgang Auer       |
| 2014–2019 | Günter Lang         |
| 2019–     | Christa Hornreich   |

Anmerkung

## Veranstaltungen und Bergfeste
Beim TAK finden auch regelmäßig „außeralpine“ Veranstaltungen statt. Im Winterhalbjahr gibt es Vorträge von Mitgliedern oder anderen namhaften Vortragenden im Vereinslokal. Auf der Mitgliederversammlung im April können die Mitglieder die Berichte und Vorhaben des Vorstands und Vereinsausschusses sowie wichtige Beschlüsse fassen. Im November werden beim Edelweißfest langjährige Mitglieder als Jubilare geehrt. Darüber hinaus finden regelmäßig Sektionsabende statt.
Jedes Jahr im Juni trifft sich das „Kranzl“ am dritten Wochenende auf der Gruttenhütte im Wilden Kaiser, um die Sommer-Sonnenwende zu feiern. Ebenfalls am dritten Wochenende im Oktober steht die Kirchweihfeier zum Sommerabschluss auf dem Rotwandhaus an.